# 抓饭

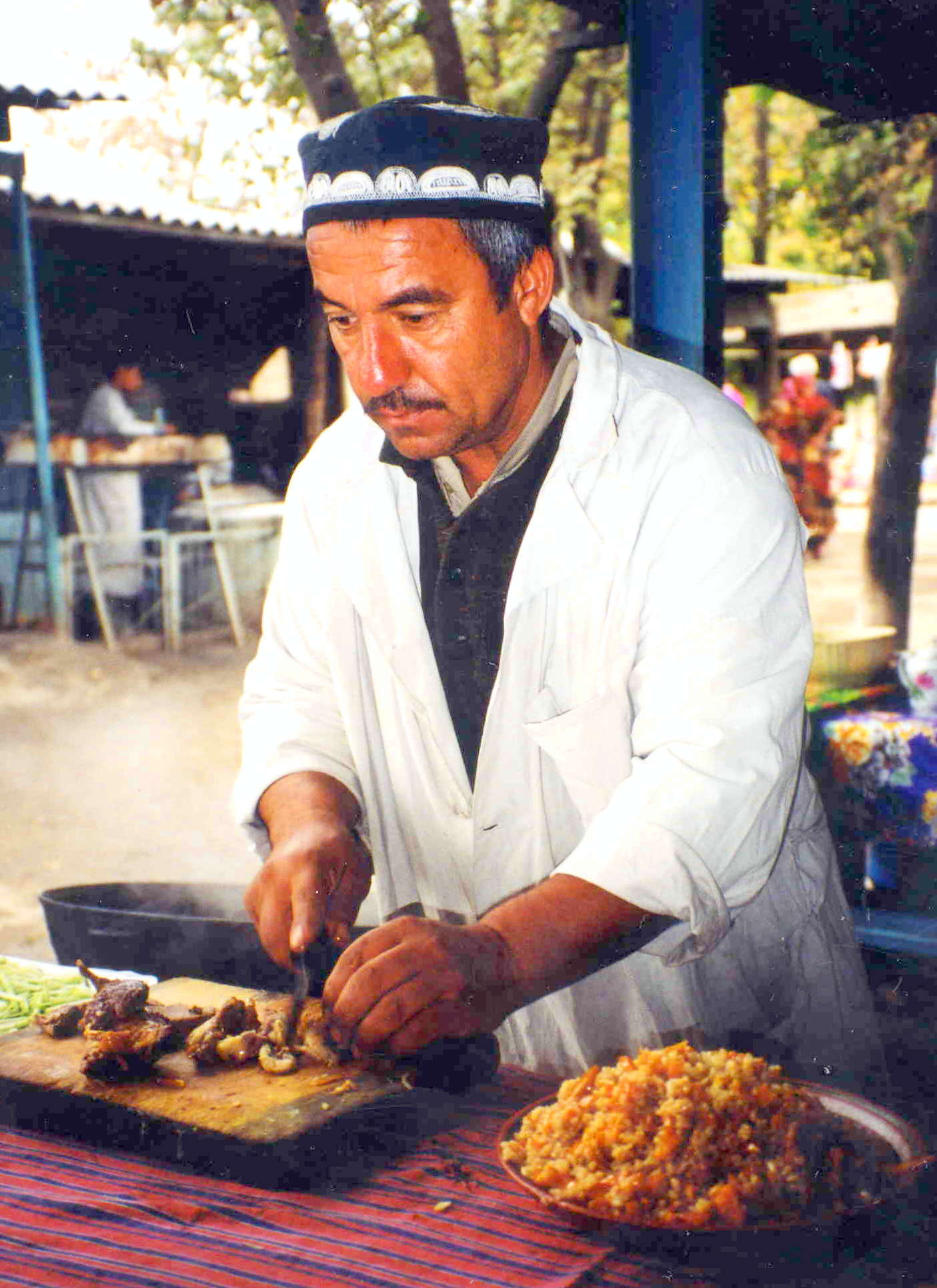
塔吉克斯坦的塔吉克人正在准备做抓饭（plov）

抓饭，也叫香料饭，是西亞、中亞、南亚等地的传统食物，也是中亚族群的标志性食物。不同地方的手抓飯有不同的風味，除了用料不同外，佐料也是主要原因。常見的特徵包括用湯來煮米飯（或其他穀物）、加入香料、肉、蔬菜和果乾，並追求讓米粒分開而不是黏在一起。

## 詞源
抓飯在西亞、中亞、北印度等地的語言中被稱為pilav、pilau、plov、pulao、polo等，最終皆源自梵文pulāka，意思為直立，可能指米飯粉粒分明的樣貌。
中文「抓飯」一詞應是因為會吃抓飯的民族大多有徒手進食的習俗而得名，虽然如今餐厅内已提供勺作为餐具，但中文名称并不加改变，依然称其为抓饭。

## 歷史
最早的紀錄出現在13世記的阿拉伯文書籍，可能是穆斯林的菜。

## 中亚

### 维吾尔抓饭

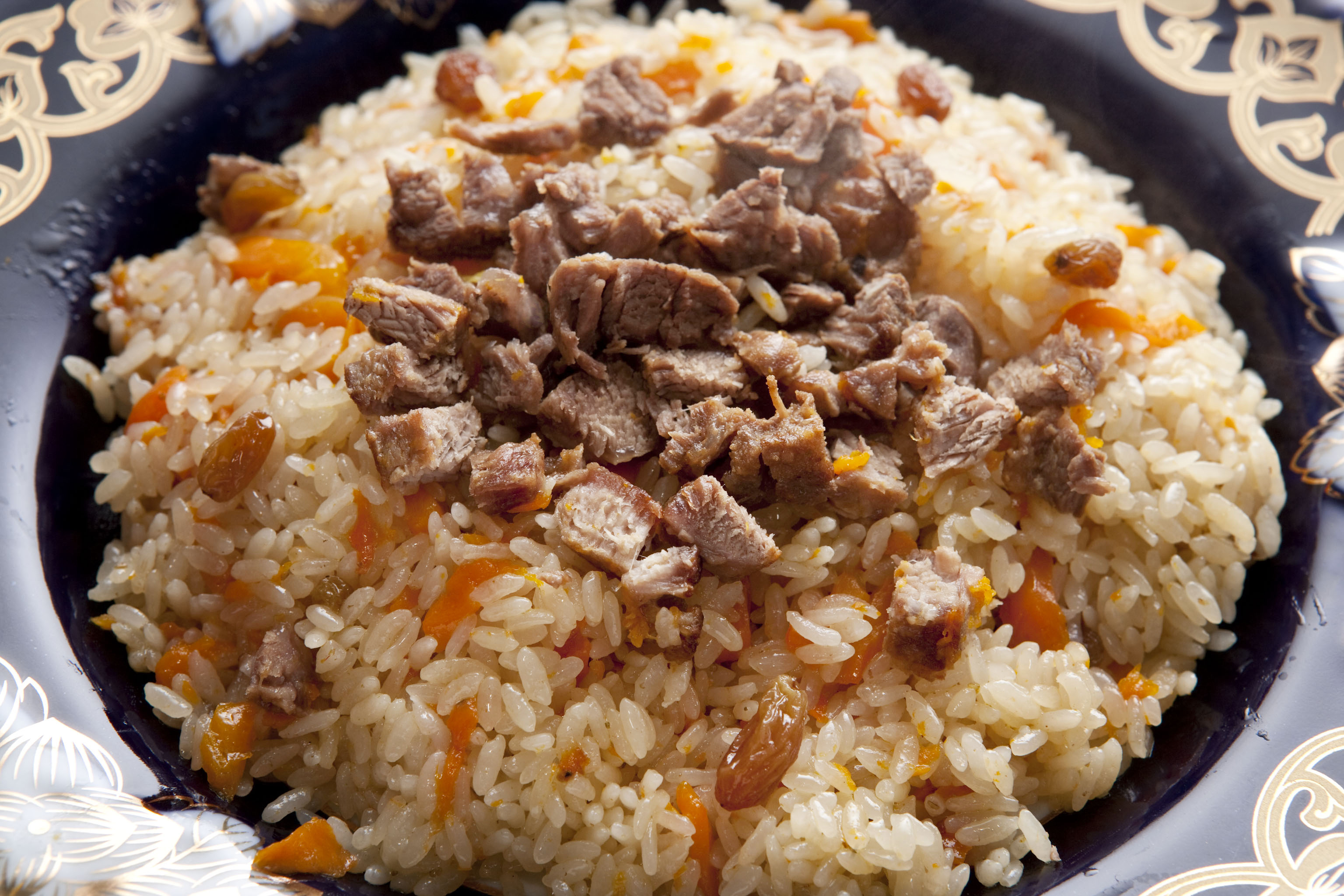
维吾尔抓饭

维吾尔抓饭称为‎（polu），主要原料有洋葱、羊肉、胡萝卜、大米、盐、孜然等，有的还会加入葡萄干、杏干等。其使用的羊肉多为带有脂肪的前腿肉、后腿肉或胸腹部的肉，可以带骨头一并下锅，但骨头的占比不可超过纯肉。
手抓饭大体制作方法如下：先在锅中放入炒菜量2～3倍的植物油并加热，然后放入洋葱丝翻炒，然后放入羊肉煸炒，炒至羊肉变色时放入胡萝卜条（直径1 cm左右），将羊肉翻至胡萝卜之上，待油沁入胡萝卜后加入开水，将浮沫撇去。此时放盐调味，亦有同时放入切好的蕃茄者。待开锅时将提前备好的大米沿锅边倒入，然后用小火慢闷，待米饭成形后，将要出锅时将肉、胡萝卜和大米搅拌均匀盛出即可，亦有米饭成形后以白菜覆盖其上的做法。也可在米饭成形后加入杏干、葡萄干等干果，待闷软后和抓饭一起食用。
抓饭以其营养均衡且味道鲜美，而作为日常快餐遍布大街小巷。由于制作简单、可以同时供应大量食客，且数小时保持色香味形不变，故而是招待大量客人的场合中主要的食物。

### 吉爾吉斯抓飯
Paloo（吉爾吉斯語：палоо 或 курич/аш）亦即是吉爾吉斯版本抓飯，以大鐵鍋把烹調好的米飯，混入炸肉（有時煎肉，一般使用牛、羊）、炒胡蘿蔔絲、韭菜而成。與此同時亦加入炸蒜瓣和紅辣椒以作調味。吉爾吉斯抓飯所用的飯，主要是來自吉爾吉斯南部種植的大米。

### 乌兹别克抓饭

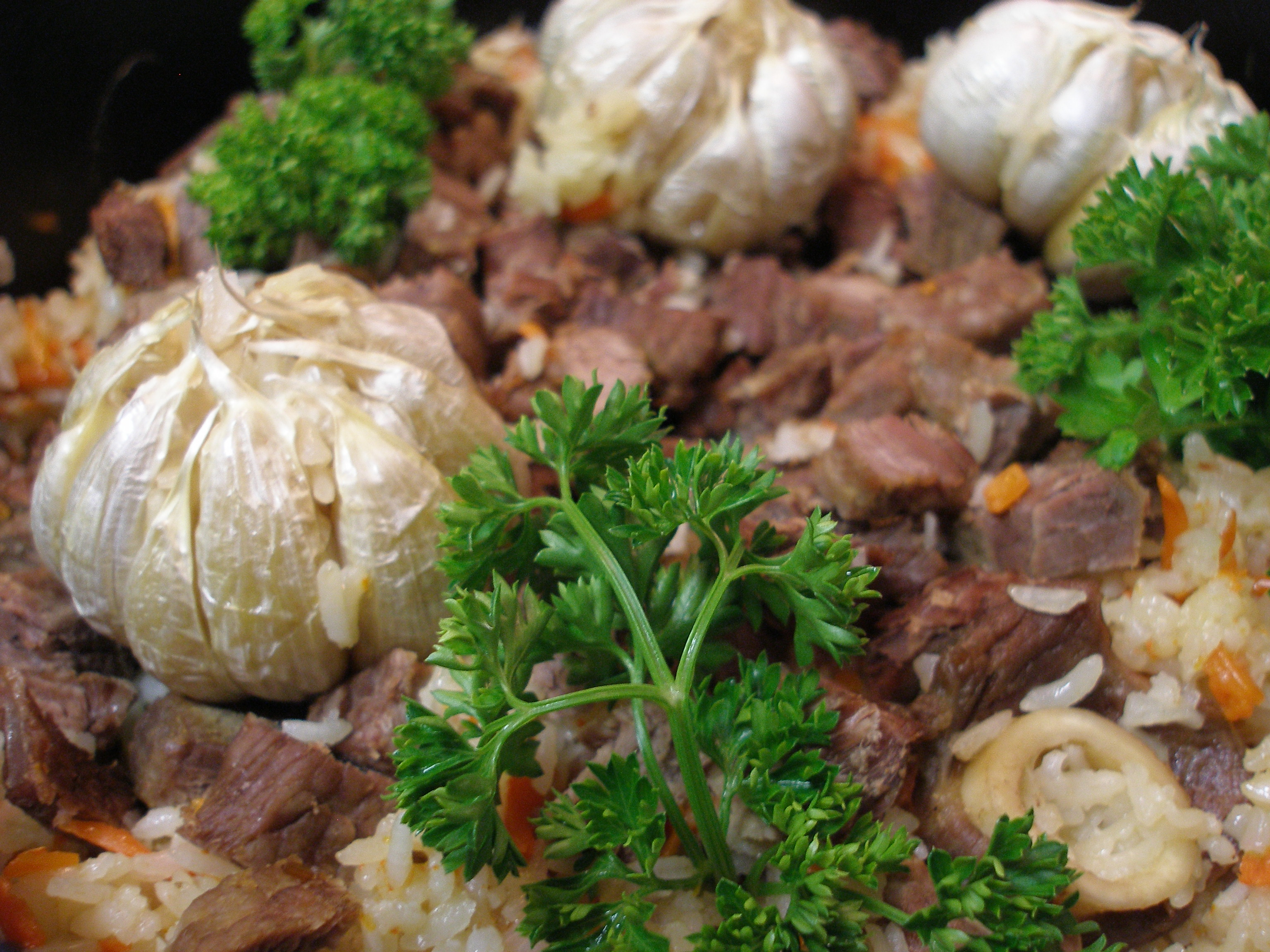
一种乌兹别克式抓饭，常用整颗蒜头放入饭中

一般以羊肉為核心，配以胡蘿蔔、洋蔥，以qurdiuq（羊尾端的脂肪）油炸。 洋蔥和胡蘿蔔混在一起被稱為“zirvak”，與歐洲的soffrito相比。 有時還會添加鷹嘴豆和葡萄乾，並且可以使用各種其他基本成分代替羊肉，包括釀葡萄葉或家禽。
肉一般是油炸或燉煮；而米飯則是先經浸泡然後才蒸熟，再把肉、洋蔥和胡蘿蔔放在米飯上面。
亦有些作法是加入整個蒜頭於米飯中。

### 阿富汗抓飯

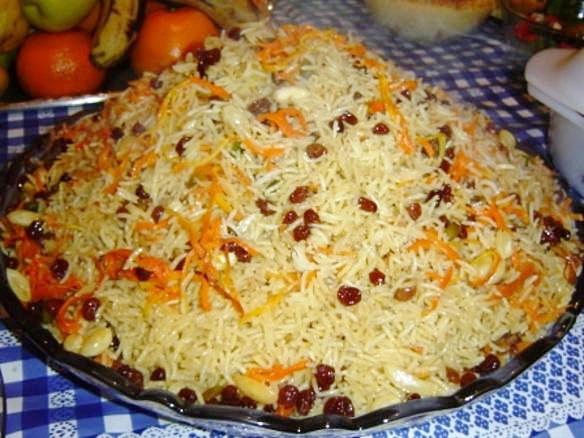
喀布爾抓飯是阿富汗的抓饭

Kabuli palaw（Persian : قابلی پلو），意譯作阿富汗抓飯，主要採用印度大米，佐以羊肉、炒胡蘿蔔、葡萄乾，以大鍋飯形式烹調而成。而此中羊肉一般被米飯所蓋著，或埋在米飯之內。
核心食材是蒸米飯、焦糖胡蘿蔔、葡萄乾以及醃製羊肉。喀布爾抓飯通常用杏仁和開心果裝飾。然而亦可以添加藏紅花到米飯、醬汁或裝飾中。
儘管名為「喀布爾抓飯」，一般認為是源自烏茲別克：由烏茲別克人移居到喀布爾，並且就地取材加以改造。

## 南亚

### 巴基斯坦抓饭

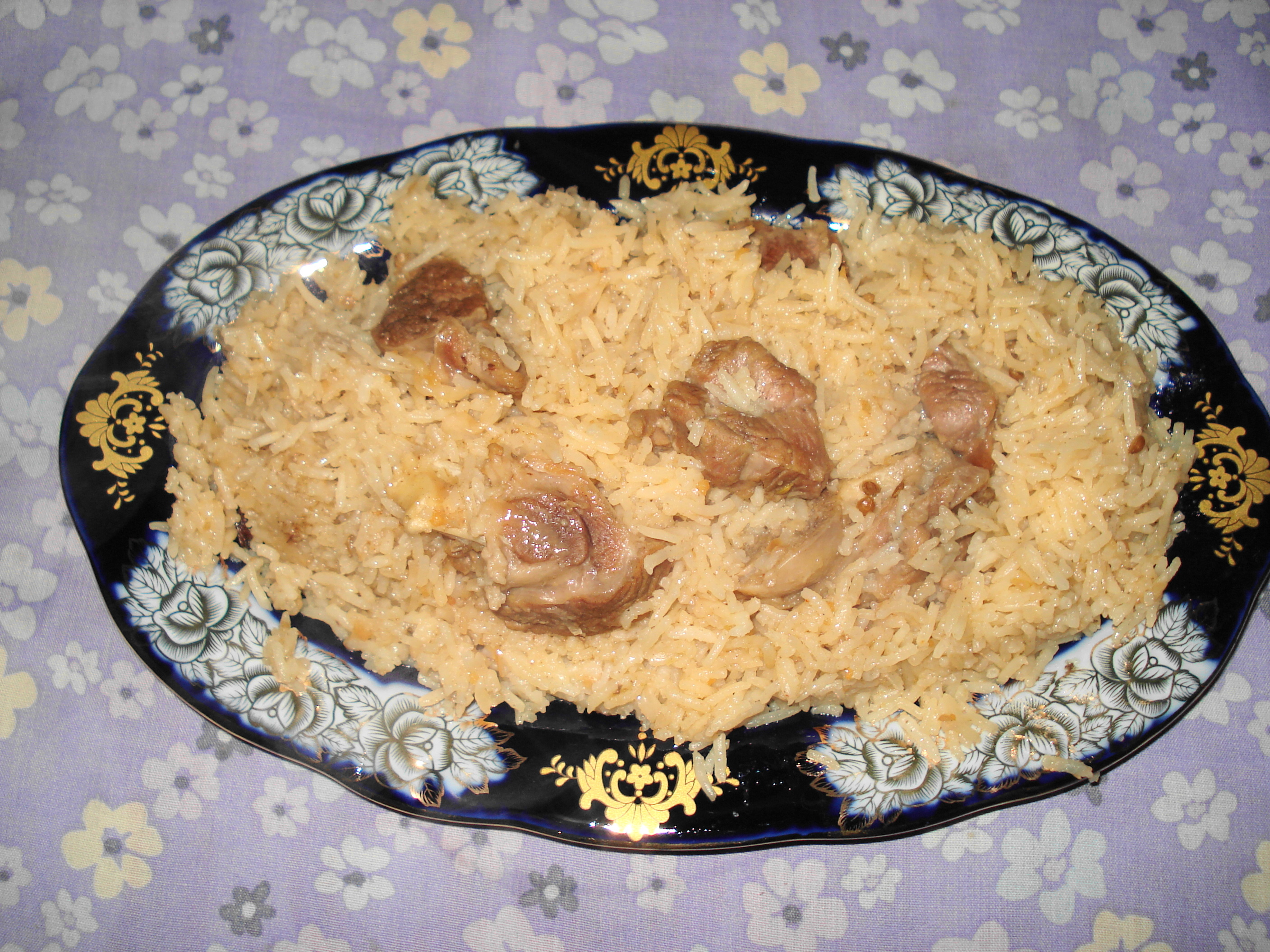
旁遮普风格的抓饭，巴基斯坦菜

於巴基斯坦，抓飯（乌尔都語：پา）是用印度香米、牛肉（或羊肉）和一系列香料烹製而成。其中香料包括：香菜籽、小茴香、小荳蔻、丁香等。 
巴基斯坦抓飯大體是受到鄰國阿富汗所影響，因之有時亦會加上胡蘿蔔、杏仁、葡萄乾。於西北部省份則有一種抓飯，採用嫩牛肉、香米和當地香料混合而成，以其獨特的辣味和牛肉味而聞名。
一般巴基斯坦抓飯是在結婚典禮、弔唁會等場合準備的。

### 印度抓饭
一般是以香料製成的醬汁為主調，以烹煮羊肉、胡蘿蔔、馬鈴薯、扁豆等等，然後再加入米飯裡面。印度抓飯所用的米一般是印度大米。

## 西亚

### 伊朗抓饭
製作方法較多樣，但一般是蒸米飯方式的分別。

### 阿塞拜疆抓饭
阿塞拜疆菜包含40余种不同的抓饭食谱。其中最负盛名的菜肴之一是用盖着藏红花的米饭制成、搭配多种香草和蔬菜的抓饭，这种组合与乌兹别克抓饭相比很有特点。传统的阿塞拜疆抓饭包含三种特点鲜明的部分，分别盛在几个大盘里同时端上桌：米饭，gara（炸牛肉或鸡肉加洋葱、栗子和干果，作为米饭的配菜）与香草。在食用抓饭时，通常将gara放在米饭上，但从不会与米饭和其他配料混合在一起。阿塞拜疆菜一般把抓饭称作aş。

Rice pilaf examples from Azerbaijan
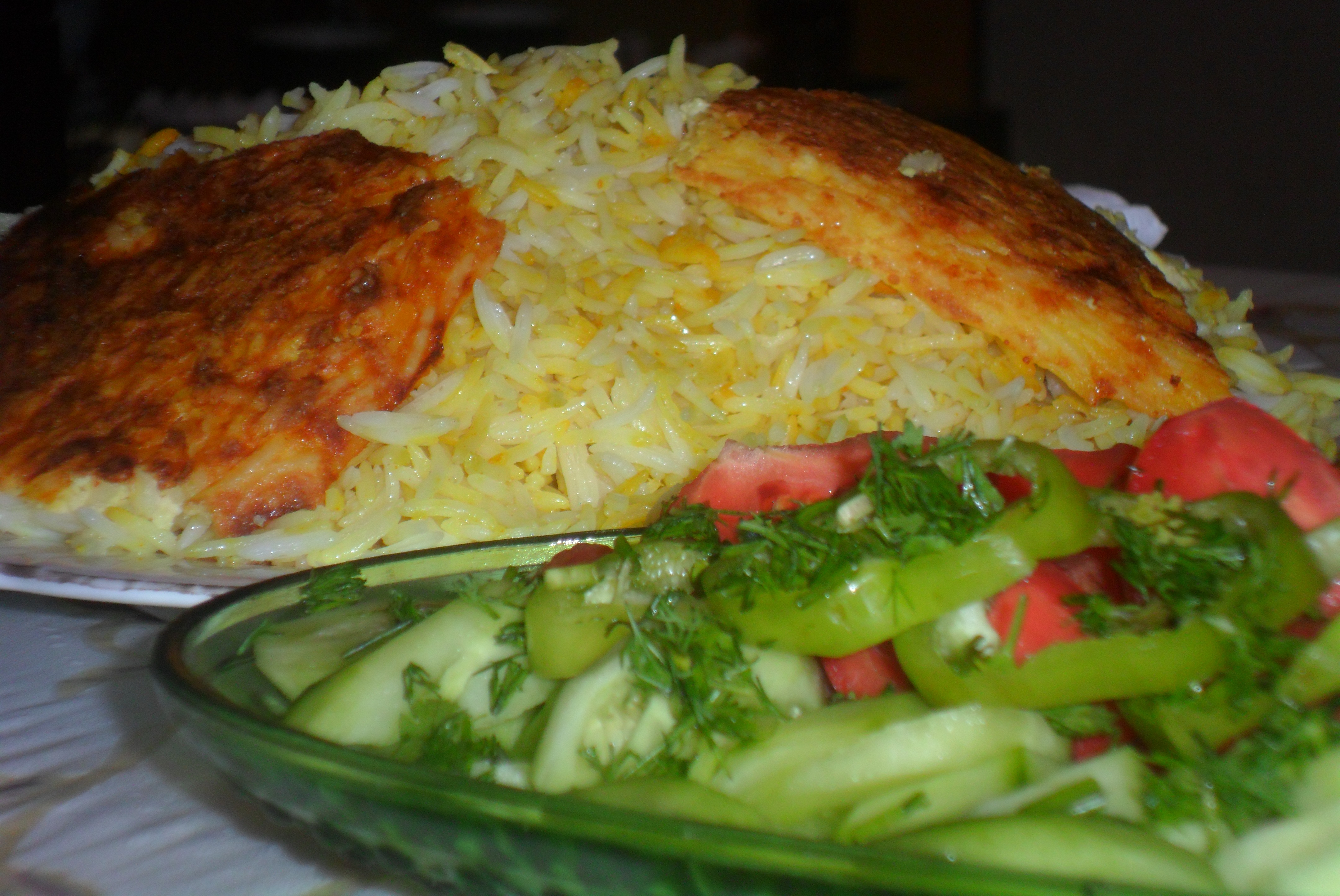
配有qazmaq（相当于波斯的锅巴）和choban salad（英语：choban salad）的阿塞拜疆抓饭。
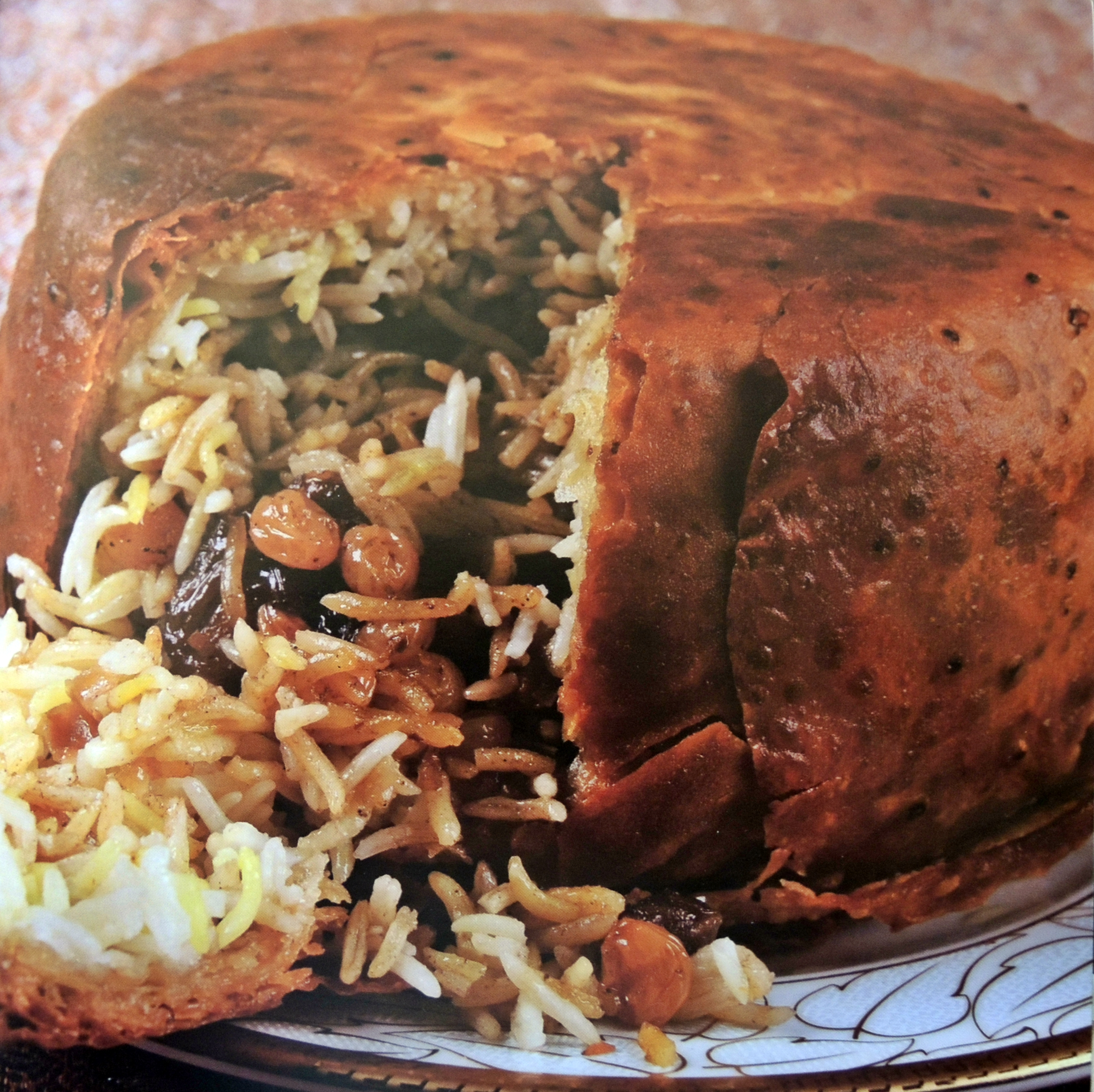
阿塞拜疆的shah-pilaf

### 土耳其抓饭
土耳其的抓饭没有配料，通常为米加上一种南欧常见的短粗面条煮成。除盐之外并不调味，作为主食。